# Dein letztes Solo
Dein letztes Solo (Originaltitel: Tiny Pretty Things) ist eine US-amerikanische Dramaserie von Michael MacLennan aus dem Jahr 2020. Die Serie basiert auf Sona Charaipotras und Dhonielle Claytons Buch Tiny Pretty Things. Die Erstveröffentlichung fand am 14. Dezember 2020 weltweit auf Netflix statt.

## Handlung
Die Serie dreht sich um das Geschehen an einer Ballettschule in Chicago und konzentriert sich auf die Schüler, Ausbilder, Administratoren und Wohltäter der Schule. Das Tanzen in der Show wird von den Schauspielern selbst durchgeführt.

## Produktion
Am 6. August 2019 erteilte Netflix den Auftrag zur Produktion der Serie mit 10 Folgen. Die Idee zur Serie hatte Michael MacLennan, der neben Kiliaen Van Rensselaer, Jordanna Fraiberg, Deborah Henderson, Gary Fleder, Gabrielle Neimand und Carrie Mudd als Executive Producer tätig war. Fleder war auch Regisseur der ersten Folge der Serie. Die Serie wurde am 14. Dezember 2020 auf Netflix veröffentlicht.

## Besetzung und Synchronisation

### Hauptbesetzung
| Rolle          | Schauspieler         | Episoden |
| -------------- | -------------------- | -------- |
| Shane McRae    | Brennan Clost        | 1–10     |
| Oren Lennox    | Barton Cowperthwaite | 1–10     |
| Ramon Costa    | Bayardo De Murguia   | 1–10     |
| Caleb Wick     | Damon J. Gillespie   | 1–10     |
| Neveah Stroyer | Kylie Jefferson      | 1–10     |
| Bette Whitlaw  | Casimere Jollette    | 1–10     |
| Cassie Shore   | Anna Maiche          | 1–10     |
| June Park      | Daniela Norman       | 1–10     |
| Nabil Limyadi  | Michael Hsu Rosen    | 1–10     |
| Delia Whitlaw  | Tory Trowbridge      | 1–10     |
| Isabel Cruz    | Jess Salgueiro       | 1–10     |
| Monique DuBois | Lauren Holly         | 1–10     |